# リー・フィエロ
エリザベス・リー・フィエロ（英: Elizabeth Lee Fierro、1929年2月13日 - 2020年4月5日）は、アメリカ合衆国の女優。映画『ジョーズ』のキントナー役で知られる。

## 略歴
リーは『ジョーズ』撮影地であるマサチューセッツ州マーサズ・ヴィニヤード島にて、1974年から40年以上演劇講師、芸術監督として過ごしており、映画女優としての出演は『ジョーズ』、『ジョーズ'87 復讐篇』を除けば、2016年に同島を舞台に撮影されたインディー映画、『The Mistover Tale』のみである。
2017年に家族の近くで暮らすためにオハイオ州オーロラに移り住んだ。そして2020年4月5日、2019新型コロナウイルス（COVID-19）による肺炎のため死去。91歳没。